# Léon-Jules Lemaître

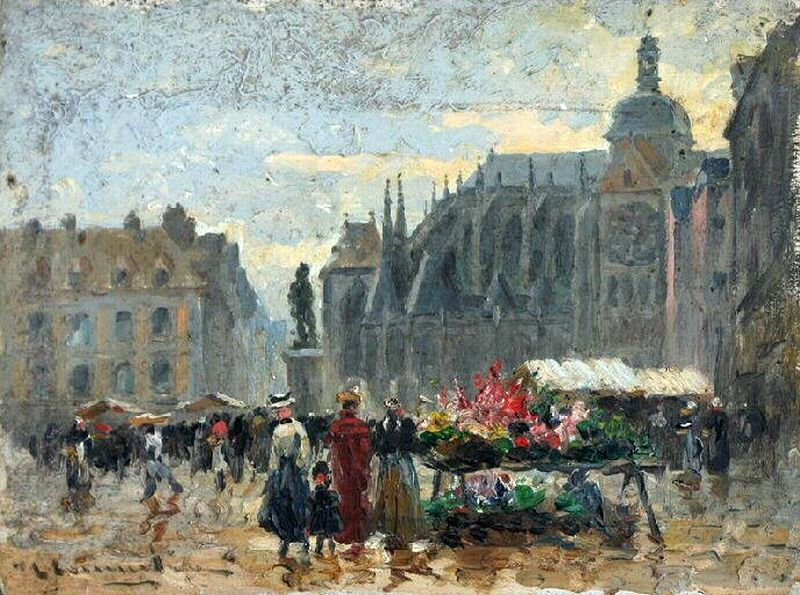
Dieppe, place Nationale

Léon-Jules Lemaître (* 14. Oktober 1850 in Longueville-sur-Scie; † 6. Juni 1905 in Essarts) war ein französischer Maler der École de Rouen.
Lemaître begann seine Lehre an der Schule für Malerei und Zeichnen in Rouen, danach studierte er an der Académie des Beaux-Arts in Paris bei Jean-Léon Gérôme.
Nach dem Studium im Geiste des Akademismus wurde Lemaître Anhänger des Impressionismus. Mit seinen Freunden Charles Frechon, Charles Angrand und Joseph Delattre bildete er eine Gruppe junger Maler, von den Kunstkritikern später „École de Rouen“ (deutsch: Schule von Rouen) genannt.
Seine unkonventionellen, temperamentvoll gemalten Werke brachten ihm in Rouen wenig Erfolg. Später musste Lemaître sein Temperament zügeln, schuf Landschaften und Straßenszenen, oft im Nebel und Regen.
Viele seiner Werke befinden sich in den Sammlungen der Museen von Rouen, Louviers und Elbeuf.